# Prom (filme)
Prom (bra: A Melhor Festa do Ano; prt: Kings & Queens) é um filme estadunidense de comédia adolescente, dirigido por Joe Nussbaum e produzido por Ted Griffin e Springer Justin.

## Sinopse
O filme é sobre adolescentes indo para a sua formatura.

## Elenco
- Thomas McDonnell como Jesse Richter
- Aimee Teegarden como Nova Prescott
- Nicholas Braun como Lloyd Taylor
- Dean Norris como Frank
- Danielle Campbell como Simone Daniels
- Cameron Monaghan como Corey Doyle
- Christine Elise como Sandra Linsey
- Blair Fowler como Lea
- Riley Voelkel como Claire
- Jonathan Keltz como Brandon Roberts
- Raini Rodriguez como Tess
- Jere Burns como Principle Dunnan
- Aimee-Lynn Chadwick como Rachel
- Yin Chang como Mei
- Allie Trimm como Betsy
- Jared Kusnitz como Justin Wexler
- Nolan Sotillo como Lucas Arnaz
- Joe Adler como Rolo
- Stephanie Manchin como Julia
- Janelle Ortiz como Ali Gomez
- Kylie Bunbury como Jordan Lundley
- DeVaughn Nixon como Tyler Barso

## Trilha sonora
| Número | Título                            | Artista            | Duração |
| ------ | --------------------------------- | ------------------ | ------- |
| 1      | I'll be Yours                     | Those Dancing Days | 3:22    |
| 2      | Your Surrender (remix)            | Neon Tress         | 4:15    |
| 3      | We' ll be alright                 | Travie McCoy       | 3:18    |
| 4      | Not your Birthday (movie version) | Allstar Weekend    | 3:25    |
| 5      | Time Stand                        | Moon               | 3:04    |
| 6      | Dream                             | Passion Pit        | 4:18    |
| 7      | Please speak well of me           | The Weepies        | 2:33    |
| 8      | We Could be anything              | Nolan Sotillo      | 4:11    |
| 9      | In deep                           | Shere              | 3:17    |
| 11     | Can' t keep my hands off you      | Simple Plan        | 3:20    |
| 10     | Prettiest Thing                   | Oh Darling         | 3:20    |
| 12     | Come on, Let' s go                | Girl in a Coma     | 2:06    |
| 13     | Almost there                      | Lauren Hillman     | 2:12    |
| 14     | Impossible                        | Shout out louds    | 3:51    |
| 15     | Stick Hippo                       | Stick Hippo        | 2:12    |